# Olympische Winterspiele 1972/Eishockey
Das olympische Eishockeyturnier der Olympischen Winterspiele 1972 in Sapporo (Japan) war das erste, das nicht zugleich als Weltmeisterschaft gewertet wurde. Die Eishockeyspiele fanden im Zeitraum vom 3. bis 12. Februar statt. Elf Mannschaften nahmen an diesem Turnier teil und bestritten insgesamt 30 Spiele. Austragungsorte waren das Makomanai-Hallenstadion (12.000 Plätze) und die Tsukisamu-Sporthalle (6.000 Plätze).
Teilnahmeberechtigt waren die sechs Mannschaften der A-Gruppe der Eishockey-Weltmeisterschaft 1971 sowie die besten fünf Teams der B-Gruppe. Dazu kam Japan als Gastgeber. Da das DDR-Team auf eine Teilnahme verzichtet hatte, nahmen anstatt der vorgesehenen zwölf Mannschaften nur elf teil.
Das Turnier startete wie in Innsbruck 1964 und Grenoble 1968 mit einer Ausscheidungsrunde, wobei die Sowjetunion nach dem Verzicht der DDR als amtierender Weltmeister für die Finalrunde bereits gesetzt war. Die restlichen Paarungen wurden anhand einer Setzliste zusammengestellt, die sich an den Platzierungen der Weltmeisterschaft 1971 orientierte. Es war zudem das erste olympische Eishockeyturnier ohne kanadische Beteiligung. Souveräner Olympiasieger wurde die Sowjetunion, die ihre vierte Goldmedaille gewann, vor der großen Überraschungsmannschaft dieses Turniers, den USA, die als B-Gruppen-Team Silber gewannen.
Beim bundesdeutschen Eishockeyspieler Alois Schloder wurde am 9. Februar die Einnahme eines ephedrinhaltigen Stimulanzmittels nachgewiesen, was seinen Ausschluss vom Turnier zur Folge hatte. Das Präparat war ihm jedoch kurz zuvor vom Mannschaftsarzt des Deutschen Eishockey-Bundes wegen zu niedrigem Blutdruck verordnet worden. Die Internationale Eishockey-Föderation hob die sechsmonatige Sperre wenig später auf und Schloder stand bei der Weltmeisterschaft im April 1972 wieder im Einsatz.

## Olympisches Eishockeyturnier der Herren

### Ausscheidungsrunde
| 3. Februar 1972 16:00 Uhr | Tschechoslowakei | 8:2 (1:0, 4:1, 3:1) | Japan | Makomanai-Hallenstadion, Sapporo |

| 3. Februar 1972 19:30 Uhr | Schweden | 8:1 (0:0, 4:0, 4:1) | Jugoslawien | Makomanai-Hallenstadion, Sapporo |

| 4. Februar 1972 14:00 Uhr | USA | 5:3 (2:1, 1:1, 2:1) | Schweiz | Makomanai-Hallenstadion, Sapporo |

| 4. Februar 1972 19:00 Uhr | BR Deutschland | 0:4 (0:0, 0:3, 0:1) | Polen | Makomanai-Hallenstadion, Sapporo |

| 4. Februar 1972 19:00 Uhr | Finnland | 13:1 (3:1, 5:0, 5:0) | Norwegen | Tsukisamu-Sporthalle, Sapporo |

Für die Finalrunde gesetzt:  Sowjetunion

### A-Gruppe
(Finalrunde um die Plätze 1–6)
| 5. Februar 1972 10:00 Uhr | Schweden | 5:1 (2:1, 1:0, 2:0) | USA | Makomanai-Hallenstadion, Sapporo |

| 5. Februar 1972 14:00 Uhr | Tschechoslowakei | 14:1 (5:0, 3:1, 6:0) | Polen | Makomanai-Hallenstadion, Sapporo |

| 5. Februar 1972 19:00 Uhr | Sowjetunion | 9:3 (3:2, 3:1, 3:0) | Finnland | Makomanai-Hallenstadion, Sapporo |

| 7. Februar 1972 11:30 Uhr | Sowjetunion | 3:3 (1:0, 1:0, 1:3) | Schweden | Makomanai-Hallenstadion, Sapporo |

| 7. Februar 1972 16:00 Uhr | Tschechoslowakei | 1:5 (1:1, 0:3, 0:1) | USA | Tsukisamu-Sporthalle, Sapporo |

| 7. Februar 1972 19:30 Uhr | Finnland | 5:1 (0:0, 4:0, 1:1) | Polen | Tsukisamu-Sporthalle, Sapporo |

| 8. Februar 1972 14:00 Uhr | Tschechoslowakei | 7:1 (1:0, 3:0, 3:1) | Finnland | Makomanai-Hallenstadion, Sapporo |

| 9. Februar 1972 14:00 Uhr | Schweden | 5:3 (1:0, 4:2, 0:1) | Polen | Makomanai-Hallenstadion, Sapporo |

| 9. Februar 1972 19:00 Uhr | Sowjetunion | 7:2 (2:0, 3:0, 2:2) | USA | Makomanai-Hallenstadion, Sapporo |

| 10. Februar 1972 14:00 Uhr | Tschechoslowakei | 2:1 (0:0, 0:0, 2:1) | Schweden | Makomanai-Hallenstadion, Sapporo |

| 10. Februar 1972 19:00 Uhr | Sowjetunion | 9:3 (4:0, 4:2, 1:1) | Polen | Makomanai-Hallenstadion, Sapporo |

| 10. Februar 1972 19:00 Uhr | Finnland | 1:4 (1:2, 0:1, 0:1) | USA | Tsukisamu-Sporthalle, Sapporo |

| 12. Februar 1972 19:30 Uhr | Polen | 1:6 (0:2, 0:2, 1:2) | USA | Makomanai-Hallenstadion, Sapporo |

| 13. Februar 1972 09:00 Uhr | Schweden | 3:4 (2:1, 1:1, 0:2) | Finnland | Makomanai-Hallenstadion, Sapporo |

| 13. Februar 1972 12:30 Uhr | Sowjetunion | 5:2 (2:0, 2:1, 1:1) | Tschechoslowakei | Makomanai-Hallenstadion, Sapporo |

Abschlusstabelle
| Pl | Mannschaft         | Sp | S | U | N | Tore  | Diff | Pkt. |
| -- | ------------------ | -- | - | - | - | ----- | ---- | ---- |
| 1  | Sowjetunion        | 5  | 4 | 1 | 0 | 33:13 | +20  | 9:01 |
| 2  | USA1               | 5  | 3 | 0 | 2 | 18:15 | +03  | 6:04 |
| 3  | Tschechoslowakei 1 | 5  | 3 | 0 | 2 | 26:13 | +13  | 6:04 |
| 4  | Schweden           | 5  | 2 | 1 | 2 | 17:13 | +04  | 5:05 |
| 5  | Finnland           | 5  | 2 | 0 | 3 | 14:24 | −10  | 4:06 |
| 6  | Polen              | 5  | 0 | 0 | 5 | 09:39 | −30  | 0:10 |

1 Der direkte Vergleich (5:1) entschied für die USA.

### B-Gruppe
(Platzierungsrunde um die Plätze 7 bis 11)
| 6. Februar 1972 12:30 Uhr | Norwegen | 5:2 (0:1, 3:0, 2:1) | Jugoslawien | Tsukisamu-Sporthalle, Sapporo |

| 6. Februar 1972 16:00 Uhr | Schweiz | 0:5 (0:2, 0:0, 0:3) | BR Deutschland | Tsukisamu-Sporthalle, Sapporo |

| 7. Februar 1972 12:30 Uhr | BR Deutschland | 6:2 (2:1, 3:1, 1:0) | Jugoslawien | Tsukisamu-Sporthalle, Sapporo |

| 7. Februar 1972 14:45 Uhr | Japan | 3:3 (1:1, 2:0, 0:2) | Schweiz | Makomanai-Hallenstadion, Sapporo |

| 9. Februar 1972 10:00 Uhr | Jugoslawien | 2:3 (2:2, 0:0, 0:1) | Japan | Makomanai-Hallenstadion, Sapporo |

| 9. Februar 1972 14:00 Uhr | BR Deutschland | 5:1 (3:0, 0:0, 2:1) | Norwegen | Tsukisamu-Sporthalle, Sapporo |

| 10. Februar 1972 10:00 Uhr | Norwegen | 5:4 (2:2, 2:1, 1:1) | Japan | Makomanai-Hallenstadion, Sapporo |

| 10. Februar 1972 14:00 Uhr | Schweiz | 3:3 (1:3, 1:0, 1:0) | Jugoslawien | Tsukisamu-Sporthalle, Sapporo |

| 12. Februar 1972 14:00 Uhr | Schweiz | 3:5 (0:0, 2:1, 1:4) | Norwegen | Tsukisamu-Sporthalle, Sapporo |

| 12. Februar 1972 16:00 Uhr | BR Deutschland | 6:7 (1:3, 2:1, 3:3) | Japan | Makomanai-Hallenstadion, Sapporo |

Abschlusstabelle
| Pl | Mannschaft      | Sp | S | U | N | Tore  | Diff | Pkt. |
| -- | --------------- | -- | - | - | - | ----- | ---- | ---- |
| 07 | BR Deutschland1 | 4  | 3 | 0 | 1 | 22:10 | +12  | 6:2  |
| 08 | Norwegen1       | 4  | 3 | 0 | 1 | 16:14 | +02  | 6:2  |
| 09 | Japan           | 4  | 2 | 1 | 1 | 17:16 | +01  | 5:3  |
| 10 | Schweiz         | 4  | 0 | 2 | 2 | 09:16 | −07  | 2:6  |
| 11 | Jugoslawien     | 4  | 0 | 1 | 3 | 09:17 | −08  | 1:7  |

1 Der direkte Vergleich (5:1) entschied für die BR Deutschland.

## Abschlussplatzierung und Mannschaftskader

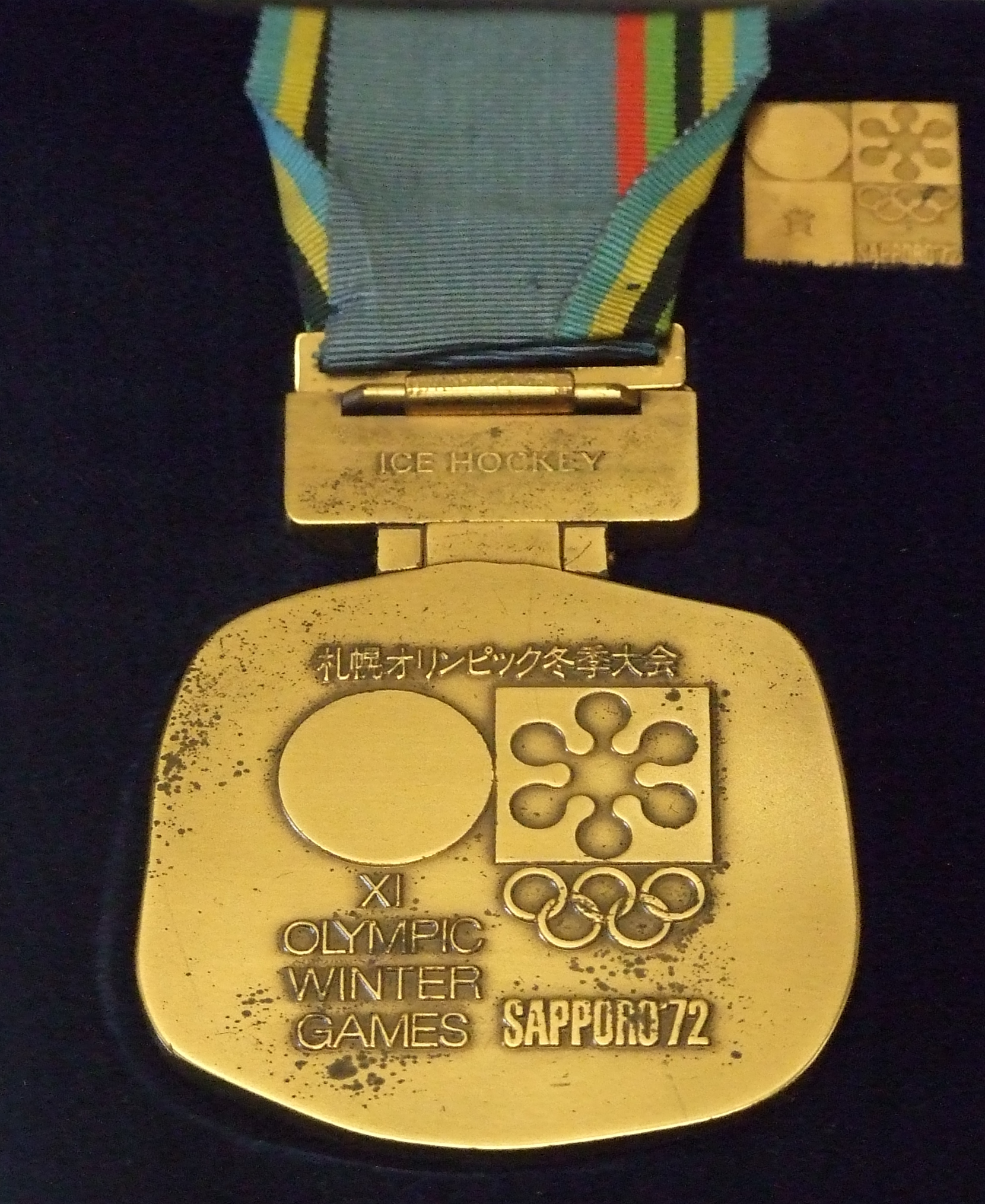
Bronzemedaille der tschechoslowakischen Nationalmannschaft

| Platzierung    | Mannschaft       | Spieler |
| -------------- | ---------------- | --- |
| Goldmedaille   | UdSSR            | Juri Blinow, Waleri Charlamov, Witali Dawydow, Anatoli Firsow, Alexander Jakuschew, Wiktor Kuskin, Wladimir Luttschenko, Alexander Malzew, Boris Michailow, Jewgeni Mischakow, Alexander Paschkow, Wladimir Petrow, Alexander Ragulin, Igor Romischewski, Wladimir Schadrin, Jewgeni Simin, Wladislaw Tretjak, Waleri Wassiljew, Wladimir Wikulow, Gennadi Zygankow |
| Silbermedaille | USA              | Kevin Ahearn, Charles Brown, Henry Boucha, Keith Christiansen, Mike Curran, Robbie Ftorek, Mark Howe, Jeffrey Hymanson, Stuart Irving, Jim McElmury, Dick McGlynn, Tom Mellor, Ronald Naslund, Wally Olds, Frank Sanders, Craig Sarner, Peter Sears, Tim Sheehy |
| Bronzemedaille | Tschechoslowakei | Vladimír Bednář, Josef Černý, Vladimír Dzurilla, Richard Farda, Jan Havel, Ivan Hlinka, Jiří Holeček, Jaroslav Holík, Jiří Holík, Josef Horešovský, Jiří Kochta, Oldřich Machač, Vladimír Martinec, Václav Nedomanský, Eduard Novák, František Pospíšil, Bohuslav Šťastný, Rudolf Tajcnár, Karel Vohralík; Trainer: Vladimír Kostka                                 |
| 4.             | Schweden         | Christer Abrahamsson, Thommy Abrahamsson, Mats Åhlberg, Thommie Bergman, Kenneth Ekman, Inge Hammarström, Hans Hansson, Leif Holmqvist, Stig-Göran Johansson, Mats Lindh, Hans Lindberg, Tord Lundström, Kjell-Rune Milton, Lars-Göran Nilsson, Bert-Ola Nordlander, Stig Östling, Björn Palmqvist, Håkan Pettersson, Lars-Erik Sjöberg, Håkan Wickberg             |
| 5.             | Finnland         | Heikki Järn, Matti Keinonen, Veli-Pekka Ketola, Ilpo Koskela, Seppo Lindström, Harri Linnonmaa, Pekka Marjamäki, Lauri Mononen, Matti Murto, Lasse Oksanen, Esa Peltonen, Jorma Peltonen, Juha Rantasila, Seppo Repo, Heikki Riihiranta, Juhani Tamminen, Timo Turunen, Jorma Valtonen, Jorma Vehmanen                                                              |
| 6.             | Polen            | Józef Batkiewicz, Krzysztof Birula-Białynicki, Stefan Chowaniec, Ludwik Czachowski, Marian Feter, Stanisław Fryźlewicz, Feliks Góralczyk, Robert Góralczyk, Tadeusz Kacik, Adam Kopczyński, Walery Kosyl, Jerzy Potz, Tadeusz Obłój, Józef Słowakiewicz, Andrzej Szczepaniec, Andrzej Tkacz, Leszek Tokarz, Wiesław Tokarz, Walenty Ziętara                         |
| 7.             | BR Deutschland   | Heiko Antons, Reinhold Bauer, Johann Eimansberger, Karl-Heinz Egger, Lorenz Funk, Anton Hofherr, Anton Kehle, Georg Kink, Bernd Kuhn, Erich Kühnhackl, Paul Langner, Rainer Makatsch, Werner Modes, Rainer Philipp, Hans Rothkirch, Alois Schloder, Otto Schneitberger, Rudolf Thanner, Josef Völk, Martin Wild                                                     |
| 8.             | Norwegen         | Bjørn Andressen, Øivind Berg, Steinar Bjølbakk, Tom Christensen, Svein Haagensen, Svein Norman Hansen, Birger Jansen, Roy Jansen, Bjørn Johansen, Jan Kinder, Thor Martinsen, Arne Mikkelsen, Kåre Østensen, Tom Røymark, Morten Sethereng, Terje Steen, Terje Thoen, Thore Wålberg                                                                                 |
| 9.             | Japan            | Takeshi Akiba, Tsutomu Hanzawa, Takao Hikigi, Teruyasu Honma, Hiroshi Hori, Yoshio Hoshino, Minoru Itō, Koji Iwamoto, Isao Kakihara, Hideaki Kurokawa, Minoru Misawa, Iwao Nakayama, Toru Okajima, Toshimitsu Otsubo, Hideo Suzuki, Yasushio Tanaka, Takashi Tsuburai, Osamu Wakabayashi, Fumio Yamazaki                                                            |
| 10.            | Schweiz          | Peter Aeschlimann, René Berra, Gérard Dubi, Guy Dubois, Gaston Furrer, Charles Henzen, René Huguenin, Heini Jenni, Hans Keller, Peter Lehmann, Alfio Molina, Anton Neininger, Jacques Pousaz, Paul Probst, Francis Reinhard, Gérald Rigolet, Marcel Sgualdo, Michel Turler                                                                                          |
| 11.            | Jugoslawien      | Božidar Beravs, Slavko Beravs, Albin Felc, Anton Jože Gale, Gorazd Hiti, Rudi Hiti, Boris Renaud, Ivo Jan senior, Jože Bogomir Jan, Rudi Knez, Bojan Kumar, Silvo Poljanšek, Janez Puterle, Viktor Ravnik, Ivo Ratej, Drago Savić, Štefan Seme, Roman Smolej, Viktor Tišler, Franci Žbontar                                                                         |